# Teatro João Caetano (Río de Janeiro)
El Teatro João Caetano es un teatro de Río de Janeiro. Fue el primer teatro de la ciudad y fue inaugurado en 13 de octubre de 1813. Está localizado en la plaza Tiradentes, sin número. Tiene capacidad para 1.222 personas. Lleva su nombre en honor del dramaturgo João Caetano.

## Historia
El primer teatro construido fue inaugurado en 13 de octubre de 1813 y se llamaba Real Theatro de São João. Desde entonces, recibió varios nombres: Imperial Theatro São Pedro de Alcântara, en 1826 y en 1839; Theatro Constitucional, en 1831; y, finalmente, Teatro João Caetano, a partir de 1923.

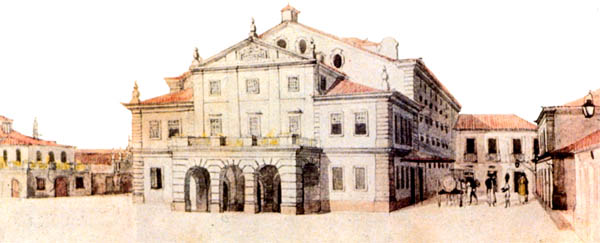
Pintura de Jean Baptiste Debret (cerca de 1834).

El primer nombre fue en homenaje al príncipe regente, Juan VI. Siempre en evidencia y muy frecuentado por la sociedad, el teatro sufrió tragedias y reformas hasta que, en 26 de junio de 1930, fue inaugurado el edificio actual con el nombre de Teatro João Caetano. Frente al edificio, se encuentra una estatua en tamaño natural del dramaturgo João Caetano, que también fue propietario del teatro.

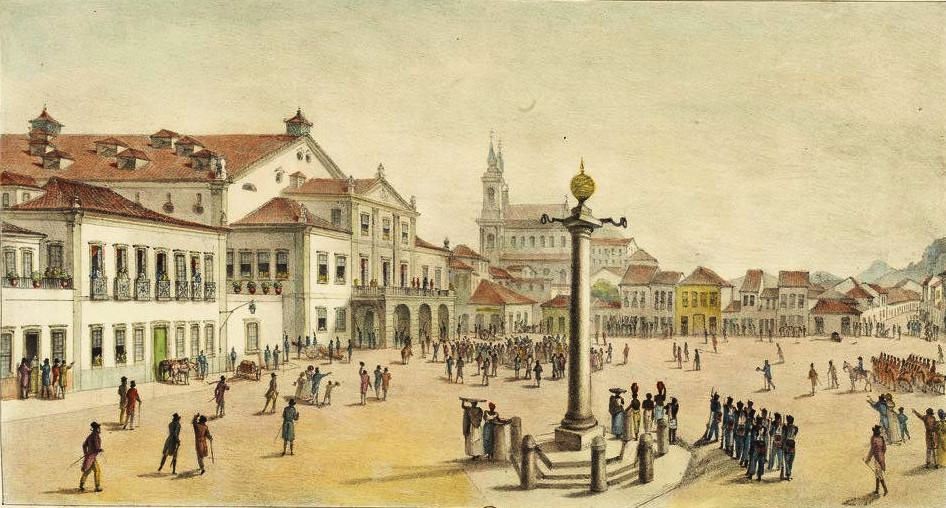
Vista del Teatro Real de Son João, donde se presentaron varias de las obras de Marcos Portugal. Pintura de Jean Baptiste Debret (cerca de 1834).

De mayo de 1978 hasta marzo de 1979, el teatro pasó por la última remodelación. Fue reinaugurado en 11 de marzo de 1979, con la presentación de la comedia musical El Rey de Ramos, de Días Gomes.
Porssus tablas han pasado dramas, recitales, ballets, óperas, tragedias, vaudevilles, farsas, entre otros. En 25 de junio de 1885 y en 6 de enero  de 1886, actuaron, en João Caetano, las dos mayores actrices del siglo XIX: Eleonora Duse y Sarah Bernhardt. Fue en João Caetano también que acontecieron grandes montajes de musicales, como My Fair Lady, en 1962, con Bibi Ferreira y Paulo Autran, y Hello, Dolly!, con la misma pareja, en 1965.

## Fachada
La fachada tiene un revestimiento de mármol blanco y vidrio ahumado, el techo tiene tejas francesas y las viejas puertas de correr fueron sustituidas por puertas inmensas de vidrio ahumado, que dan acceso al hall con piso de granito. Hay dos taquilla. Una da al exterior, y la otra al hall.
Además de las dos puertas de salida laterales, hay otras dos en los dos ángulos del hall principal para permitir simultáneamente la entrada y la salida del público.